# Ictericodes maculatus
Ictericodes maculatus är en tvåvingeart som först beskrevs av Tokuichi Shiraki 1933.  Ictericodes maculatus ingår i släktet Ictericodes och familjen borrflugor.
Artens utbredningsområde är Taiwan. Inga underarter finns listade i Catalogue of Life.